# Pnoepyga formosana
La ratina de Formosa (Pnoepyga formosana) es una especie de ave paseriforme de la familia Pnoepygidae endémica de la isla de Taiwán. Anteriormente se consideraba una subespecie de la ratina ventriblanca.

## Descripción
La ratina de Formosa mide entre 8 y 9 cm de largo. Tiene la cola muy corta. Sus partes superiores son de color pardo oliváceo con escamado negro, mientras que las inferiores tienen escamado blanco y negro, siendo la mayor parte de la pluma negra y los bordes blancos.